# جان جاك كيفر
جان جاك كيفر (بالفرنسية: Jean-Jacques Kieffer)‏ (و. 1857 – 1925 م) هو عالم حشرات، وعالم نبات من فرنسا .
توفي في بيتش (فرنسا) ، عن عمر يناهز 68 عاماً.